# Stockbridge, Massachusetts
Stockbridge este un oraș în comitatul Berkshire din statul american  Massachusetts.  Este parte zonei Statistic Metropolitane (conform, Metropolitan Statistical Area) a orașului Pittsfield, Massachusetts.  Populația sa era 1.947 de locuitori, la data efectuării celui de-al 23 recensământ al Statelor Unite, Census 2010.
Considerat a fi o stațiune întreg anul, Stockbridge este gazdă a muzeului Norman Rockwell, a Austen Riggs Center (un cunoscut centru de tratament psihiatric).  În apropiere, la Chesterwood, se găsește atelierul sculptorului american Daniel Chester French, care se stabilise acolo, realizând studioul său pe o proprietate de 150 de acri (circa 61 de ha.)

## Rezidenți notabili
- Lauren Ambrose, actriță
- Ezekiel Bacon, congressman
- John Bacon, congressman
- Barnabas Bidwell, congressman
- Joseph Choate, ambasador
- Henry W. Dwight, congressman
- Joseph Dwight, 18th c. Judge
- Jonathan Edwards, 18th c. teolog
- Erik Erikson, psiholog și autor
- Cyrus West Field, finanțist
- Elizabeth Freeman (Mum Bett), sclav eliberat
- Daniel Chester French, sculptor
- William Gibson, romancier și dramaturg
- Arlo Guthrie, compozitor și cântăreț
- Agrippa Hull, African american patriot
- Terence Hill, actor
- Owen Johnson, scriitor
- Story Musgrave, medic și astronaut
- Reinhold Niebuhr, teolog
- William J. Obanhein, „Officer Obie”
- Norman Rockwell, artist
- Theodore Sedgwick, congressman
- Gene Shalit, scriitor și critic de film
- Charles Southmayd, 19th c. avocat
- James Taylor, muzician
- Joan Kennedy Taylor,scriitor, editor
- Allen T. Treadway, congressman
- Ephraim Williams, binefăcător al Williams College